# 桐生市立新里中学校
桐生市立新里中学校（きりゅうしりつ にいさとちゅうがっこう）は、群馬県桐生市新里町山上にある公立中学校。

## 所在地
- 群馬県桐生市新里町山上827

## 沿革
- 昭和22年（1947年）4月29日 - 群馬県勢多郡新里村立新里中学校として開校、開校式。
- 昭和28年（1953年）10月15日 - 校歌制定。作詩：中村孝也、作曲：井上武士。

## 学区
- 新里町赤城山[2]
- 新里町板橋
- 新里町関
- 新里町高泉
- 新里町大久保
- 新里町奥沢
- 新里町鶴ケ谷
- 新里町山上
- 新里町小林
- 新里町武井
- 新里町野
- 新里町新川

## 学校周辺
- 桐生市立新里中央小学校
- 桐生市立新里東小学校
- 桐生市立新里北小学校
- 上毛電気鉄道上毛線：新里駅
- 山上城跡
- 山上城跡公園
- ぐんま昆虫の森

## 著名な出身者
- 鏑木毅 - トレイルランナー
- 星野ひので - プロ野球選手[3]
- 渡辺久信 - 元プロ野球選手・監督[4]